# Биркхајм
Биркхајм (њем. Birkheim) општина је у њемачкој савезној држави Рајна-Палатинат. Једно је од 134 општинска средишта округа Рајн-Хунсрик. Према процјени из 2010. у општини је живјело 140 становника. Посједује регионалну шифру (AGS) 7140016.

## Географски и демографски подаци
Биркхајм се налази у савезној држави Рајна-Палатинат у округу Рајн-Хунсрик. Општина се налази на надморској висини од 463 метра. Површина општине износи 2,3 km².

## Становништво
У самом мјесту је, према процјени из 2010. године, живјело 140 становника. Просјечна густина становништва износи 61 становника/km².